# 도다 우지사다

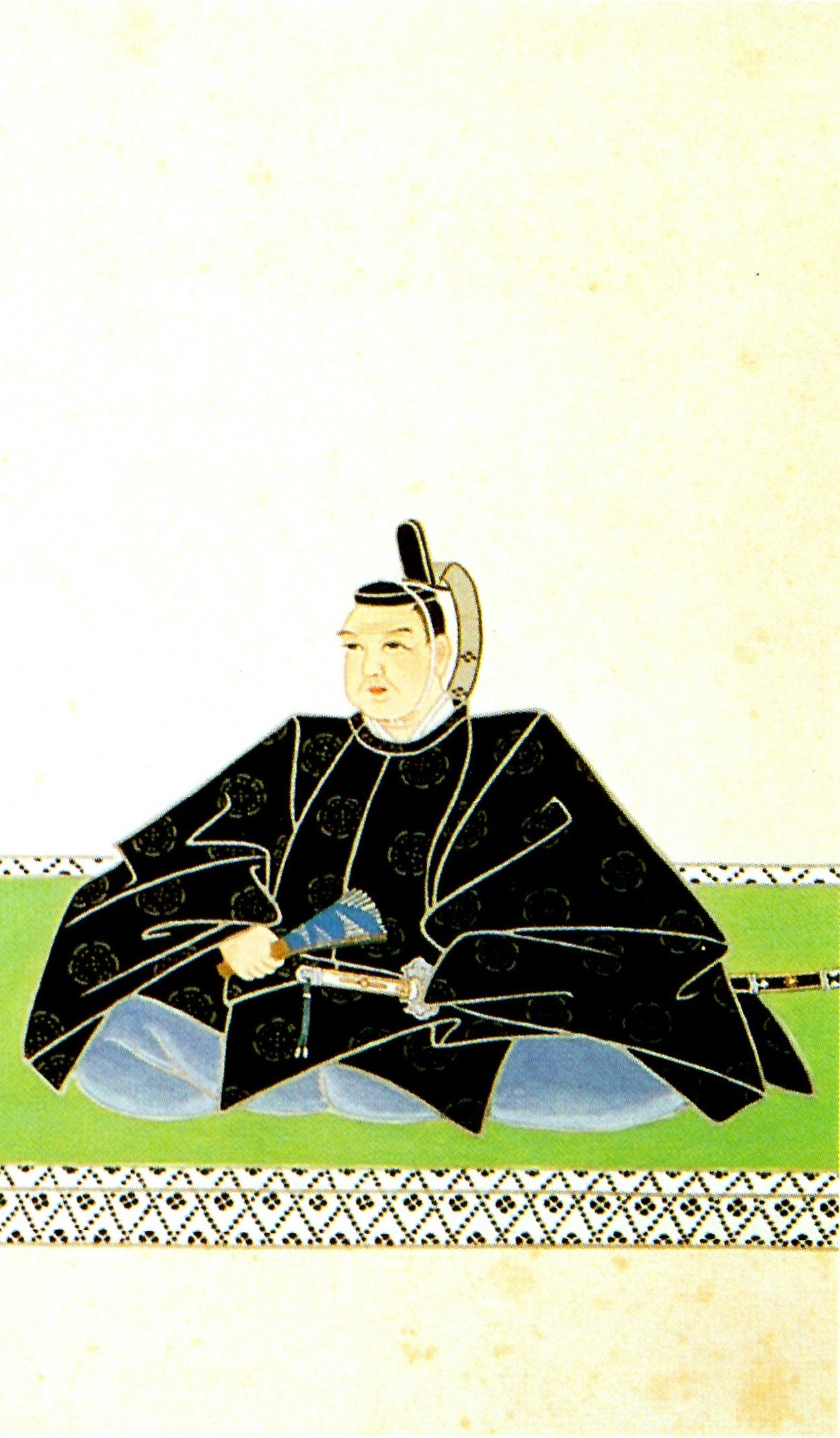
도다 우지사다

도다 우지사다(일본어: 戸田氏定, 1657년 5월 13일 ~ 1733년 9월 1일)는 에도 시대 중기의 다이묘이다. 미노 오가키번 제4대 번주를 지냈다. 오가키 번 도다가(大垣藩戸田家) 제5대 당주.
오가키 번 선대 번주 도다 우지아키의 장남으로 태어났다. 어머니는 나이토 다다마사의 딸이다.
우지사다의 이종사촌동생 아코번주 아사노 나가노리가 기라 요시히사에게 칼부림한 사건으로 인해 우지사다의 다른 이종사촌동생 안베 노부미네가 연좌되었고 아코 번은 개역당하여 나가노리의 후사는 동생 아사노 나가히로가 이어받게 된다. 아코 번 가로 오이시 요시오가 개역 및 아코 성 개성에 대한 막부에 항거하려고 하자 우지사다는 요시오에게 서신을 보내 말렸다. 이후 아코 번의 재흥을 위해 애썼으나 나가히로가 히로시마 번 본가로 이주하여 아코 번의 부흥은 물거품이 되고 만다.
| 전임 도다 우지아키 | 제4대 오가키번 번주 (도다가) 1684년 ~ 1723년 | 후임 도다 우지나가 |